# 케난 심셰크
케난 심셰크(튀르키예어: Kenan Şimşek, 1968년 6월 1일~)는 튀르키예의 레슬링 선수이다. 1992년 하계 올림픽 남자 자유형 라이트헤비급에서 금메달을 획득했으며 유럽 선수권 대회에서 동메달을 3개를 획득했다.